# Jennifer Seubel
Jennifer Seubel ist eine deutsche Flötistin, Autorin und Dozentin an der Hochschule für Musik und Tanz Köln.

## Ausbildung
Seubel studierte zunächst an der Staatlichen Hochschule für Musik Trossingen bei Arife Gülsen Tatu, wo sie 2009 ihr Abschlussexamen im Studiengang „Diplom-Musiklehre“ erhielt. Ihre künstlerische Ausbildung setzte sie bei Robert Winn an der Hochschule für Musik und Tanz Köln fort und schloss 2010 ihr Studium der künstlerischen Instrumentalausbildung ab. Darauf folgte 2014 ihr Abschluss im „Master of Music“, ebenfalls in Köln. Ihr Postgraduales Studium an der Kunstuniversität Graz schloss sie mit Auszeichnung ab.
Seubel nahm über die Jahre hinweg an vielen Meisterkursen teil und studierte bei Eckard Jaupt, Andrea Lieberknecht und Eyal Ein-Habar.

## Tätigkeit als Orchestermusikerin
In ihrer Jugend spielte Seubel bereits in einigen Jugendorchestern wie dem Landessymphonieorchester Rheinland-Pfalz, der Russischen Kammerphilharmonie St. Petersburg, der „Kammerphilharmonie Europa“ und der Jungen Kölner Philharmonie.
Seit 2010 spielt sie regelmäßig bei Projekten der Neuen Philharmonie Westfalen in Recklinghausen und Gelsenkirchen und bei der Philharmonie Südwestfalen. Auch bei dem Frankfurter Opern- und Museumsorchester, bei den Dortmunder Philharmonikern und beim Stuttgarter Kammerorchester wird sie seither immer wieder eingeladen.

## Tätigkeit als Solistin und Kammermusikerin
Bereits im Alter von zehn Jahren gab Seubel ihr erstes Solokonzertdebüt mit dem Kreisjugendorchester Südliche Weinstraße.
Als Solistin konnte Jennifer Seubel bereits mehrmals sowohl mit dem
„Oberbergischen Symphonie-Orchester“, als auch mit dem „Collegium Musicum“ in Lwiw, Ukraine, zusammenarbeiten.
Kammermusik spielt eine große Rolle in Jennifer Seubels Karriere. Sie hat einige Ensembles gegründet mit denen sie regelmäßig konzertiert. Hier zu nennen sind seit 2021 „Duo Spektral“ (Flöte und Harfe), seit 2018 das „Aelius Trio“ (Flöte, Cello, Klavier), seit 2015 das „Duo Ventone“ (Flöte, Gitarre) und seit 2010 das Flötenduo „Duo Noble“.
Auch im Bereich der Neuen Musik spielt Seubel regelmäßig in verschiedenen Zusammensetzungen. Sie nahm mehrere Male an dem „European Workshop of Contemporary Music“ des Deutschen Musikrats bei dem Festival „Warsaw Autumn“ teil. Sie war Mitglied des „Ensemble 20/21“ an der Hochschule für Musik und Tanz Köln und spielte mit „Kollektiv3:6Köln“, welches vom Deutschen Musikrat, Kunststiftung NRW und „Musikfonds e.V.“ seit 2017 gefördert wird. Seit Dezember 2019 ist sie ebenfalls Mitglied des „Érma Ensemble“.

## Preise und Auszeichnungen
- Mehrfache Preisträgerin beim Musikwettbewerb „Jugend musiziert“ auf Landes- und Bundesebene
- 2. Preis bei den Pfälzer Hausmusiktagen 2002[2]
- 1. Solistenpreis und Spezialpreis für zeitgenössische Musik beim Internationalen Musikwettbewerb „Città di Barletta“ 2006, Italien[2]
- „Iris-Marquardt-Förderpreis“ der Hochschule Trossingen in der Kategorie Kammermusik 2007[2]
- 1. Preis beim „Euroasia Musik-Festivals“ 2008[2]
- 2. Preis beim „Open National Fluitconcours Ittervoort“ 2011, Niederlanden[2]
- 2. Preis beim „Alexander & Buono International Flute Competition“ 2011, New York[2]

## Stipendien und Stiftungen
- Stipendium zur Teilnahme am Workshop des „Blue Lake Fine Arts Camp“ 2002, Michigan
- Stipendiatin der „Paul und Yvonne Gillet Stiftung“ für junge Musiker seit 2003
- Aufnahme in die Stiftung „Yehudi Menuhin LiveMusicNow Köln e.V.“, 2010
- Stipendiatin der „Werner Richard – Dr. Carl Dörken Stiftung“, 2012–2014

## Lehrtätigkeiten
- Dozentin an der Hochschule für Musik und Tanz Köln, seit Oktober 2012
- Dozentin an der Universität Koblenz, 2018–2021

## Veröffentlichungen
Jennifer Seubel veröffentlichte einige Bearbeitung berühmter Werke im Verlag Bärenreiter. Sie arrangierte den Karneval der Tiere, Die Moldau und die „Nussknackersuite“ für zwei Querflöten, teilweise auch in Zusammenarbeit mit Sally Beck, ihrer Duo-Partnerin von dem „Duo Noble“.